# Phellia arctica
Phellia arctica är en havsanemonart som beskrevs av Addison Emery Verrill 1868. Phellia arctica ingår i släktet Phellia och familjen Sagartiidae. Inga underarter finns listade i Catalogue of Life.